# Harvey Esajas
Harvey Esajas (ur. 13 czerwca 1974 w Amsterdamie) – piłkarz holenderski pochodzenia surinamskiego, występujący na pozycji lewego lub środkowego obrońcy albo pomocnika. Jest prawonożny. Jako junior trenował w Ajaksie Amsterdam i Anderlechcie. Zawodową karierę rozpoczął w wieku 19 lat w Feyenoordzie. Po kilku latach gry w holenderskich klubach przeprowadził się do Hiszpanii, gdzie grał między innymi w rezerwach Realu Madryt. W 2000 doznał kontuzji, w efekcie której zakończył piłkarską karierę. Pracował w restauracji zmywając naczynia oraz w cyrku, następnie został właścicielem dyskoteki oraz prowadził sklep z antykami.
W 2004 Esajas spotkał się ze swoim przyjacielem – występującym w Milanie Clarence’em Seedorfem – i wyjawił mu, że chciałby wrócić do piłki nożnej. Po rozmowie Seedorfa z trenerem Carlem Ancelottim i wiceprezesem Adrianem Gallianim, Esajas otrzymał propozycję gry w Milanie. Trenował w nim przez jeden sezon, w trakcie którego wystąpił tylko w końcówce pucharowego meczu z US Palermo. Zanim zakończył karierę, Esajas grał jeszcze w Legnano i Lecco.

## Życie prywatne
Esajas ma córkę, która urodziła się w 1993.

## Kariera klubowa

### Początki
Harvey Esajas urodził się w stolicy Holandii – Amsterdamie i jako junior podjął treningi w miejscowym Ajaksie. Następnie wyjechał do Belgii, gdzie rozpoczął grę w młodzieżowym zespole Anderlechtu. W 1993 Esajas wrócił do Holandii i został graczem Feyenoordu. Zakontraktowanie nowego zawodnika nie spodobało się wielu kibicom klubu z Rotterdamu, którzy nie chcieli oglądać w swoim składzie wychowanka Ajaksu – drużyny, która jest odwiecznym rywalem Feyenoordu. W przedsezonowym meczu towarzyskim z amatorskim zespołem Helderse Selectie Esajas złamał szczękę Ronaldowi Schoutenowi, jednak ostatecznie uniknął jakiejkolwiek kary.

### Gra w Eredivisie
Esajas zadebiutował w Eredivisie 24 października 1993 podczas Klassieker. Feyenoord zremisował wówczas z Ajaksem 2:2, a jedną z bramek dla zespołu z Rotterdamu strzelił Esajas. Mimo tego Holender nie zyskał sympatii u kibiców oraz uznania w oczach trenera Willema van Hanegema. W sezonie 1993/1994 rozegrał łącznie 5 ligowych pojedynków, a podczas rozgrywek 1994/1995 3 spotkania. Sezon 1995/1996 Feyenoord rozpoczął pod wodzą Geerta Meijera, którego w październiku 1995 na stanowisku trenera zastąpił Arie Haan. Esajas nie wystąpił podczas tamtych rozgrywek w żadnym z ligowych meczów. Łącznie przez 3 lata spędzone w Feyenoordzie holenderski obrońca rozegrał 8 spotkań w Eredivisie i strzelił 1 gola. W 1994 zdobył z nim wicemistrzostwo kraju, w 1995 zajął czwarte, a w 1996 trzecie miejsce w ligowych rozgrywkach. W 1994 i 1995 wywalczył Puchar Holandii.
Latem 1996 kontrakt Esajasa z Feyenoordem wygasł i Holender stał się wolnym zawodnikiem. Przed rozpoczęciem nowego sezonu został graczem FC Groningen. Rozegrał w jego barwach 9 ligowych spotkań; zajął 10. miejsce w Eredivisie i dotarł do 1/8 finału Pucharu Holandii.

### Cambuur i Dordrecht
Po zakończeniu rozgrywek 1996/1997 Esajas opuścił FC Groningen i został graczem drugoligowego SC Cambuur z miasta Leeuwarden. W jego barwach nie rozegrał ani jednego meczu w Eerste divisie. Cambuur w końcowej tabeli zajął drugie miejsce i uzyskał awans do Eredivisie dzięki zwycięstwu w barażach.
Podczas letniego okienka transferowego 1998 Esajas trafił do FC Dordrecht, również występującego w drugiej lidze holenderskiej. Od początku pobytu w nowej drużynie pełnił rolę rezerwowego i przez cały sezon wystąpił w 9 pojedynkach. Zespół holenderskiego piłkarza zajął w Eerste divisie czternaste miejsce w gronie 18 klubów.
W 1999 Esajas wyjechał do Włoch, gdzie przebywał na testach w Torino FC i Fiorentinie. Ostatecznie nie znalazł angażu w żadnym z tych zespołów.

### Występy w Hiszpanii i kontuzja
Po nieudanym pobycie we Włoszech, Esajas rozpoczął poszukiwania nowego klubu w Hiszpanii. Sezon 1999/2000 spędził w rezerwach Realu Madryt, z którymi zajął piąte miejsce w rozgrywkach trzeciej ligi. Po roku spędzonym w Madrycie, Esajas przeniósł się do Zamory, w barwach której w rundzie jesiennej sezonu 2000/2001 występował także w trzeciej lidze. W zimowym okienku transferowym Holender odszedł do klubu Móstoles, z którym grał w czwartej lidze.
Grając w Hiszpanii Esajas doznał poważnej kontuzji, a lekarze zalecili mu zakończenie kariery. Wychowanek Ajaksu pracował w restauracji zmywając naczynia oraz w cyrku. Następnie został właścicielem dyskoteki, otworzył także sklep z antykami, a w planach miał również zrobienie kursu na przewodnika turystycznego.

### Wznowienie kariery w Milanie
W lutym 2004 Esajas przyjechał na derby Mediolanu pomiędzy Milanem i Interem. Pojedynek zakończył się wygraną Milanu 3:2, a zwycięską bramkę zdobył przyjaciel Esajasa – Clarence Seedorf. Obaj piłkarze spotkali się po meczu, a Esajas wyznał Seedorfowi, że chciałby wrócić do futbolu. Ważył wówczas ponad 100 kilogramów i nie grał w piłkę nożną od ponad 3 lat. Seedorf opowiedział historię swojego przyjaciela trenerowi włoskiego klubu – Carlo Ancelottiemu, następnie o Esajasie dowiedział się wiceprezydent zespołu – Adriano Galliani. Seedorf zapewnił, że w młodości były gracz Feyenoordu był lepszym zawodnikiem od niego. Szefostwo Milanu zgodziło się, żeby Esajas rozpoczął treningi z zespołem i spróbował dojść do pełnej sprawności. Po 3 miesiącach Esajas ważył już około 80 kilogramów i był zdolny do gry.
Latem 2004 Adriano Galliani zaoferował Esajasowi profesjonalny kontrakt, co wywołało zdziwienie mediów, kibiców oraz ekspertów piłkarskich. Zawodnik trenował z pierwszą drużyną, jednak w pierwszej części sezonu nie wystąpił w żadnym meczu. Oficjalnie barwach Milanu Esajas zadebiutował 12 stycznia 2005 podczas zwycięskiego 2:0 rewanżowego spotkania Pucharu Włoch z US Palermo, kiedy to 87 minucie zmienił Massimo Ambrosiniego. Jak się później okazało był to jedyny oficjalny występ Esajasa w Milanie. W maju 2005 piłkarz został włączony do kadry swojej drużyny na finał Ligi Mistrzów z Liverpoolem, do której Carlo Ancelotti powołał go w miejsce kontuzjowanego Fabricio Colocciniego. Ostatecznie Esajas nie załapał się jednak do 18-osobowej kadry meczowej i przegrany przez Milan pojedynek oglądał z trybun.

### Ostatni sezon we Włoszech
W 2005 Esajas odszedł do AC Legnano, a w trakcie rozgrywek 2005/2006 trafił do Lecco. Z oboma tymi zespołami wychowanek Ajaksu występował w Serie C2/A.

## Kariera trenerska
Po zakończeniu kariery piłkarskiej Esajas trenował amatorski zespół z Amsterdamu – SC Buitenveldert.

## Statystyki
| Sezon     | Klub          | Kraj      | Rozgrywki          | Mecze | Gole |
| --------- | ------------- | --------- | ------------------ | ----- | ---- |
| 1993/1994 | Feyenoord     | Holandia  | Eredivisie         | 5     | 1    |
| 1994/1995 | Feyenoord     | Holandia  | Eredivisie         | 3     | 0    |
| 1995/1996 | Feyenoord     | Holandia  | Eredivisie         | 0     | 0    |
| 1996/1997 | FC Groningen  | Holandia  | Eredivisie         | 9     | 0    |
| 1997/1998 | Cambuur       | Holandia  | Eerste divisie     | 0     | 0    |
| 1998/1999 | Dordrecht     | Holandia  | Eerste divisie     | 7     | 0    |
| 1999/2000 | Real Madryt B | Hiszpania | Segunda División B |       |      |
| 2000/2001 | Zamora        | Hiszpania | Segunda División B |       |      |
| 2000/2001 | Móstoles      | Hiszpania | Tercera División   |       |      |
| 2004/2005 | A.C. Milan    | Włochy    | Serie A            | 0     | 0    |
| 2005/2006 | Legnano       | Włochy    | Serie C2/A         |       |      |
| 2005/2006 | Lecco         | Włochy    | Serie C2/A         |       |      |

Opracowano na podstawie źródeł: